# Vincent Nguyên Van Ban

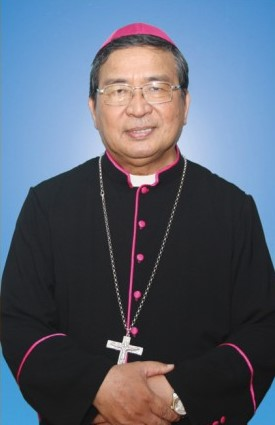
Vincent Nguyên Van Ban, 2022

Vincent Nguyên Van Ban (vietnamesisch: Vinh Sơn Nguyễn Văn Bản; * 25. November 1956 in Tuy Hòa) ist ein vietnamesischer Geistlicher und römisch-katholischer Bischof von Hải Phòng.

## Leben
Vincent Nguyên Van Ban empfing am 16. September 1993 die Priesterweihe für das Bistum Qui Nhơn.
Papst Benedikt XVI. ernannte ihn am 21. Februar 2009 zum Bischof von Ban Mê Thuột. Die Bischofsweihe spendete ihm der Erzbischof von Huế, Etienne Nguyên Nhu Thê, am 12. Mai  desselben Jahres; Mitkonsekratoren waren Joseph Chau Ngoc Tri, Bischof von Đà Nẵng, und Joseph Võ Đức Minh, Koadjutorbischof von Nha Trang.
Papst Franziskus ernannte ihn am 19. März 2022 zum Bischof von Hải Phòng. Das Bistum Ban Mê Thuột verwaltete er bis zur Amtseinführung seines Nachfolgers am 22. August 2024 weiter als Apostolischer Administrator.